# スズキ・バーグマン
バーグマン（BURGMAN）は、スズキが製造販売しているスクータータイプのオートバイである。

## 概要
元々はスカイウェイブの日本国外向け仕様に用いられていた車名で、当初から発表されていた250cc・400cc・650ccのモデルは日本国内仕様と同じものである。
欧州向けの小排気量車種もラインアップに加わり、2001年に BURGMAN125/150 が発表され、2006年のモデルチェンジで150の排気量が200に変更される。2013年のモデルチェンジから125/200はタイスズキの生産によるグローバルモデルとなった。
その後2014年に日本で発売された200ccモデルは「バーグマン」の名称で発売され、2017年に発表されたグローバルモデルとなる400ccは日本でも「バーグマン」の名称が使われている。

## BURGMAN400
スカイウェイブ400のフルモデルチェンジに合わせ、日本国内でも バーグマン400 ABS の名称に変更し、2017年8月4日より発売された。
外装などは前モデルのイメージを残しつつ大幅に変更し、灯火類はヘッドライトとテールランプがLED化され、車体重量も軽量化されている。引き続きABSは標準搭載されるほか、フロントホイールはインチアップされ14インチから15インチとなった。一方、スマートキーは廃止、シート下収納スペースは63Lから42Lに縮小された。
エンジンは先代にあたるスカイウェイブと同型だが平成28年環境規制への適合を行い、加速重視のセッティングに変更されている。
2021年 マイナーチェンジ。変更点は以下。

・トラクションコントロール装備

・スズキデュアルスパークテクノロジー（ツインプラグによる燃料効率の向上）の採用

・イージースタートシステム装備

2023年 スズキはカーボンニュートラルへの取り組みの一環として、ジャパンモビリティショーにバーグマン400をベース車両とした水素燃料で動く内燃機関を搭載する「水素エンジンバーグマン」を試験車両として公開した。

## BURGMAN200/125
200ccモデルは2014年2月28日より日本向け仕様として バーグマン200 が発売された。
125～150ccクラスのスクーターと250ccクラスのビッグスクーターの中間程度のサイズ、ヘルメットを横に二つ並べて収納できるメットイン、スクーターとしてはショートストロークのエンジンを特徴としている。
2017年4月17日に日本仕様のマイナーチェンジが行われ、エンジンの平成28年環境規制対応によるセッティングの変更に伴い、最高出力/トルクが18PS/1.6kgf・mとなった。
日本国内でのABS装着義務化に伴い、ABSを標準装備とした「バーグマン200 ABS」が2021年3月16日に発売された。その他の仕様に変更はなく税込価格は3万7840円アップし、57万1340円となった。
2023年3月23日にバーグマンストリート125EXが発売された。価格は28万9000円（税抜）。

## BURGMAN Fuel-Cell Scooter

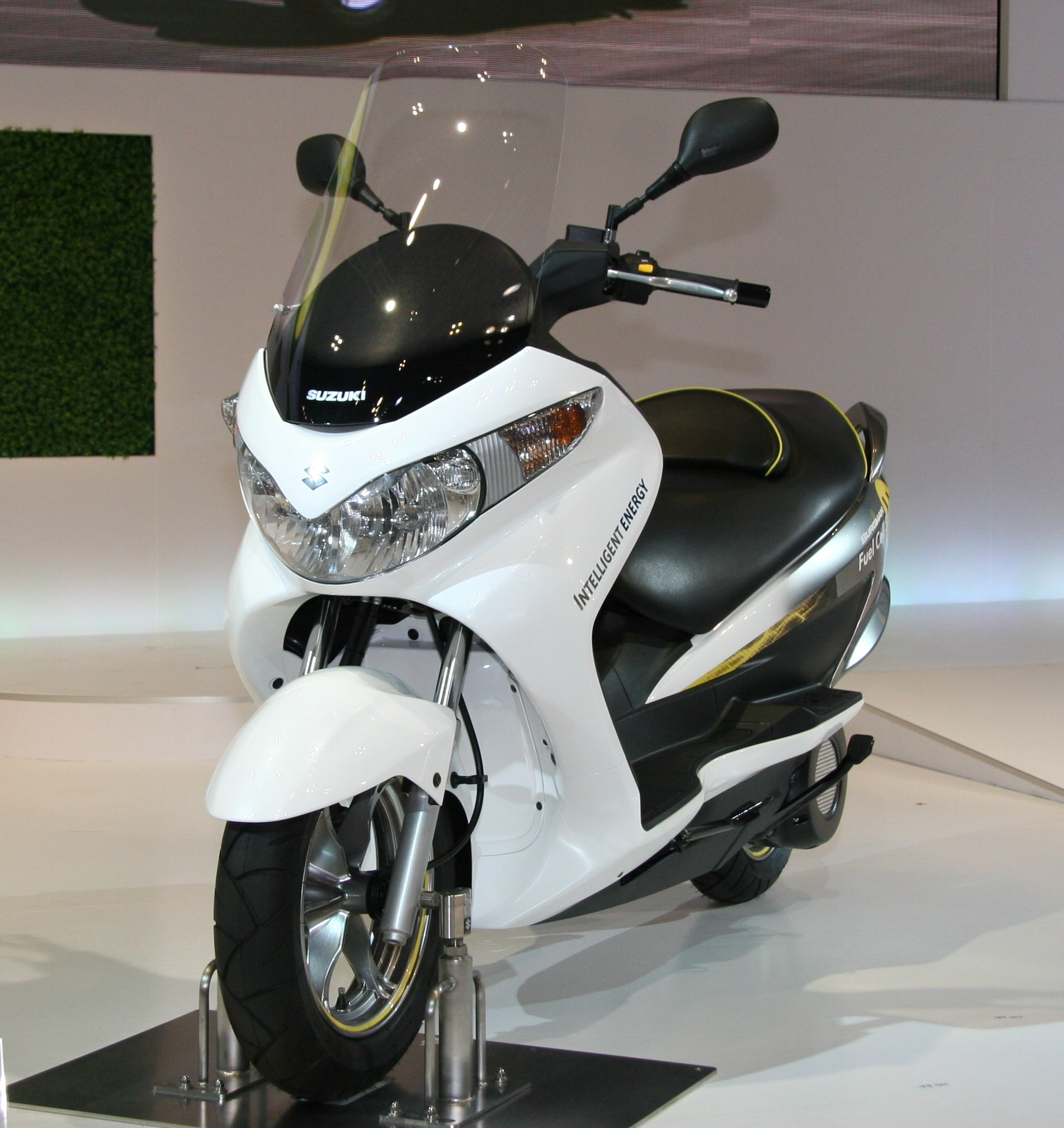
Burgman Fuel Cell

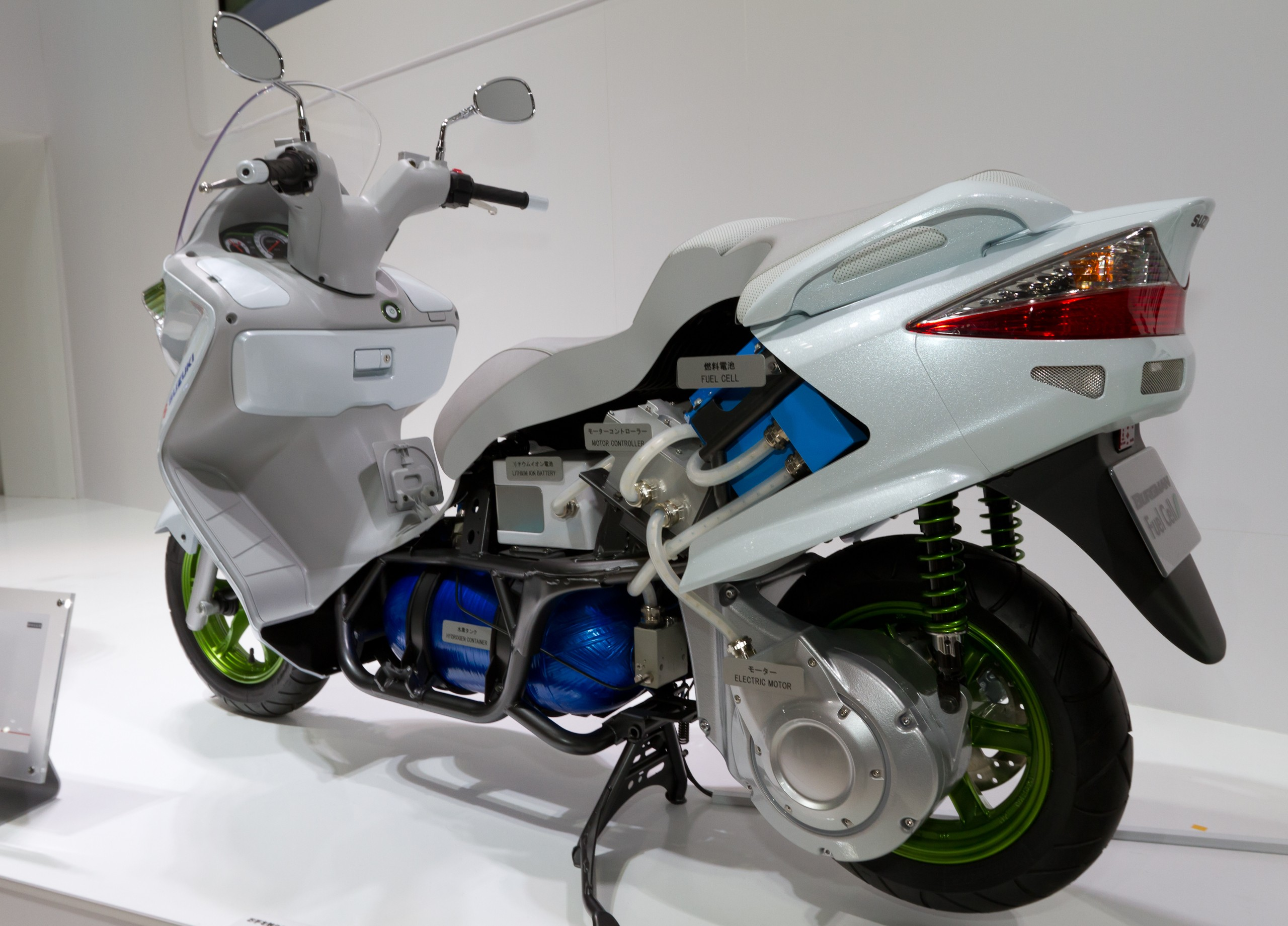
Burgman Fuel Cellのカットモデル

バーグマン フューエルセル スクーターは、スズキが開発している燃料電池オートバイである。
2007年2月にパートナーシップ契約を締結したイギリスのインテリジェント・エナジーからコンセプトモデルであるクロスケージ向けに燃料電池の提供を受けており、その燃料電池と700気圧の水素燃料タンクをバーグマン125の車体に搭載したモデルで、日本では2009年・2011年・2015年の東京モーターショーにおいて公開されている。
このモデルは当初イギリスの公道を中心に試験を行なっていたが、2011年3月にEUでのWVTA（型式認証）を燃料電池の車両では初めて取得している。日本においても2016年2月に国土交通省が燃料電池オートバイ向けの保安基準を策定したことを受け、同年8月にオートバイの公道走行に必要な型式認定を軽二輪として取得し、2017年3月より一般道などでの走行試験が開始されている。2017年の東京モーターショーにおいて一般試乗が可能。